# 豔紅苞鳳梨

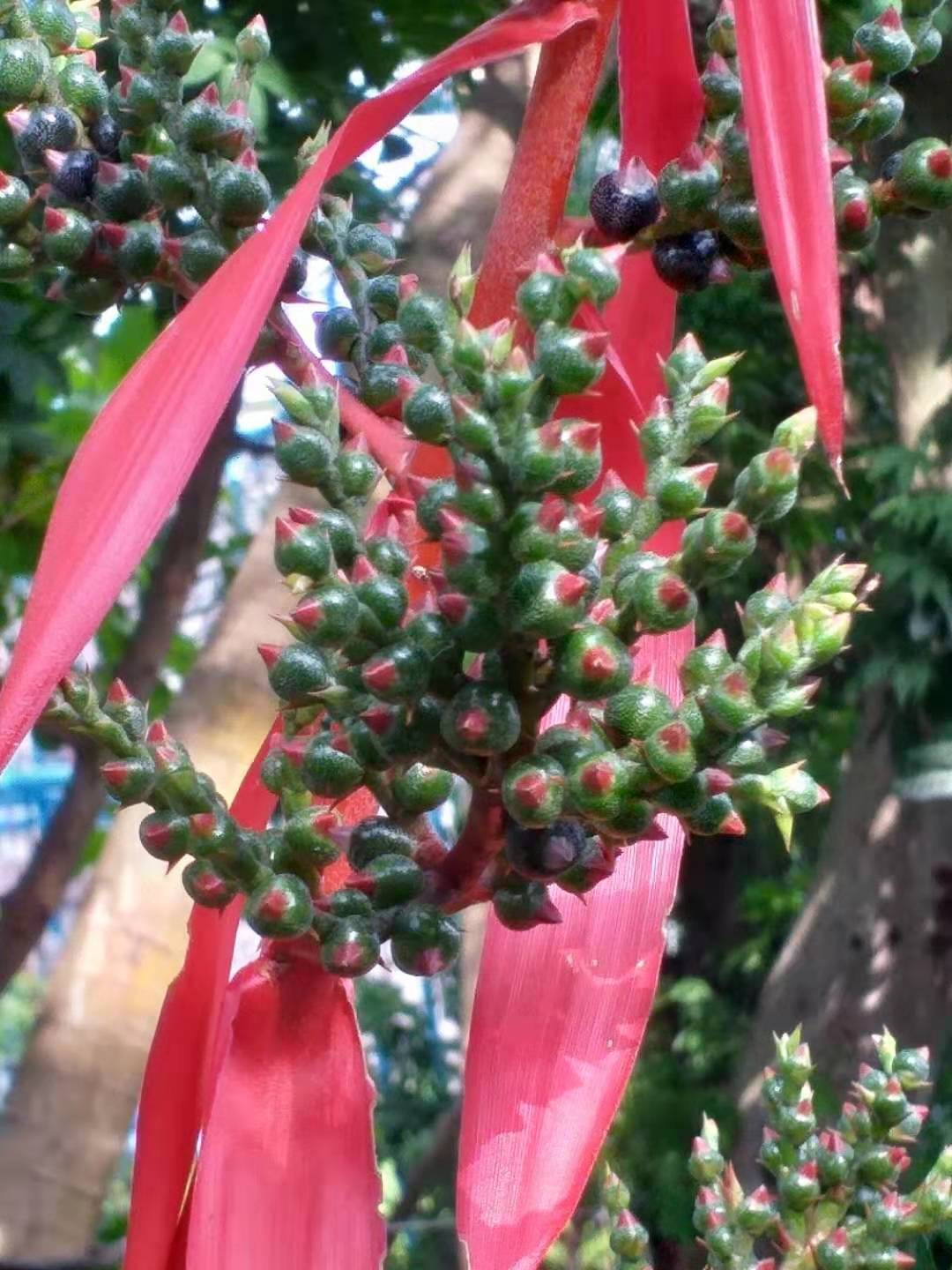
苞片與花序。國立自然科學博物館植物園，台中，台灣。

豔紅苞鳳梨（学名：Aechmea bracteata），為鳳梨科蜻蜓鳳梨属下的一个品种。原生地為中美洲墨西哥、巴拿馬，南美的哥倫比亞及委內瑞拉。

## 特徵
豔紅苞鳳梨是一種巨型的蜻蜓鳳梨，植株可達150公分高，葉片長可超出50公分，寬則可超出10公分。
葉緣具大棘刺，刺長可達1cm，因而有大鋼牙之俗稱。不過豔紅苞鳳梨的學名bracteata則是強調它那美麗豔紅的苞片。

## 引文出處
1. ↑  . （原始内容存档于2019-07-29）.
2. 1 2  . （原始内容存档于2019-07-13）.